# Лукашев (Польща)
Лукашев (пол. Łukaszew) — село в Польщі, у гміні Поґожеля Гостинського повіту Великопольського воєводства.
Населення — 100 осіб (2011).
У 1975-1998 роках село належало до Лешненського воєводства.

## Демографія
Демографічна структура станом на 31 березня 2011 року:
|          | Загалом | Допрацездатний вік | Працездатний вік | Постпрацездатний вік |
| -------- | ------- | ------------------ | ---------------- | -------------------- |
| Чоловіки | 50      | 11                 | 37               | 2                    |
| Жінки    | 50      | 8                  | 32               | 10                   |
| Разом    | 100     | 19                 | 69               | 12                   |